# Tumbuka (langue)
Pour les articles homonymes, voir Tumbuka.
Le tumbuka ou toumbouka est une langue bantoue parlée au Malawi, en Tanzanie et en Zambie. Elle est parlée par environ 2 000 000 de locuteurs.

## Écriture
Le Centre for Language Studies a organisé un comité composé de linguistes et de locuteurs pour la création d’une orthographe standard dans les années 2000. Un première édition est publié en 2006, en partie inspirée par les travaux du Centre for Advanced Studies of African Society (CASAS). 
| a | b   | c  | ch | d | e  | f | g | gh | h  | i | j | k | kh | l | m |
| n | ng’ | ny | o  | p | ph | r | s | t  | th | u | v | w | ŵ  | y | z |